# A. Vuyk & Zonen

Bouwnummers 729 Arica en 728 Atalaya

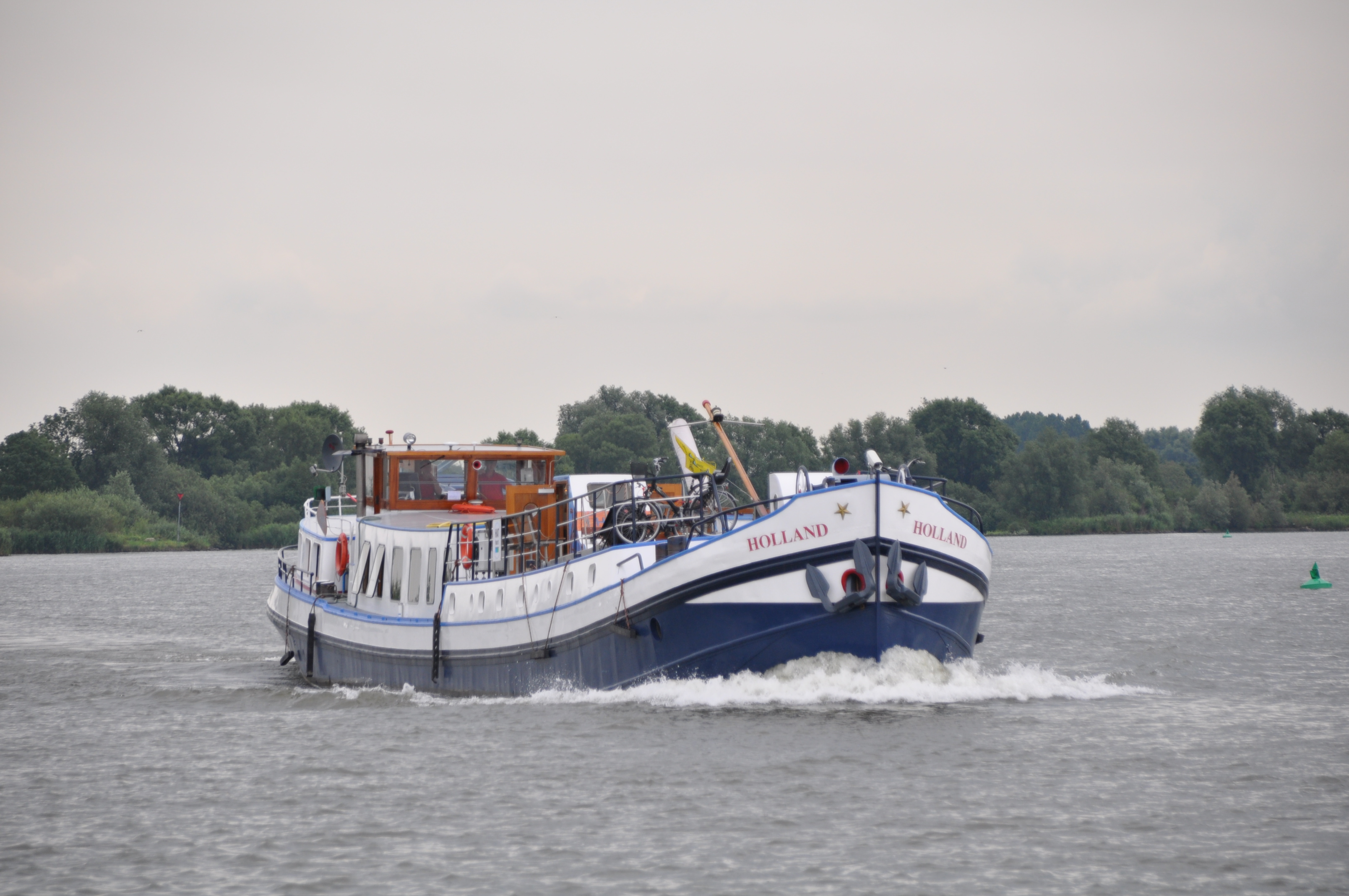
De Holland werd gebouwd in 1924

A. Vuyk & Zonen was van 1872 tot en met 1979 een scheepswerf, gelegen op het huidige Vuykpark te Capelle aan den IJssel.

## Geschiedenis
Het gereed komen van de Nieuwe Waterweg in 1872 stimuleerde de scheepsbouw in de regio. 
Op 19 juli 1873 kocht Adrianus Vuyk (1839-1910) een bestaande scheepshelling aan de Hollandse IJssel van Hendrik Benard in Keeten (nu Capelle-West) om er te beginnen met de bouw en reparatie van houten schepen. Het bedrijf had toen circa 30 werknemers.
Het eerste stalen schip werd in 1879 te water gelaten. In 1885 kreeg de werf een dwarshelling waardoor grotere schepen konden worden gebouwd.
In 1897 werd een tweede werf gekocht, drie kilometer stroomopwaarts van de eerste werf. Rond de eeuwwisseling werd het eerste zeewaardige schip gebouwd. Rond die tijd had de werf circa 180 werknemers.
In 1905 kwamen de zonen van Vuyk in het bedrijf en op termijn hebben zij het management overgenomen.
In de crisisjaren na de Eerste Wereldoorlog verlamde de scheepsbouw. Vuyk sloot de nieuwe werf en met een gehalveerde werktijd werd op de oude werf het reparatiewerk voortgezet. Pas in 1928 kreeg de werf weer een opdracht voor een zeewaardig schip.
In de Tweede Wereldoorlog werd de werf gedwongen tot een aangepast programma.
In de jaren na de oorlog ging het voorspoedig in de scheepsbouw en de werf werd uitgebreid met nieuwe kranen. 
Na de watersnoodramp werd besloten tot de bouw van de Algerakering, bestaande uit de Algerabrug en -sluizen, die in 1958 gereed kwamen. De werf, twee kilometer achter de kering, bleek weinig last te hebben van de kering; in 1960 ging het eerste schip van de werf door de sluizen.
In 1966 nam Egbert Dik Vuyk de positie als directeur van zijn vader over.
Tot begin jaren 70 floreerde de scheepsbouw, zowel nationaal als internationaal en Vuyk profiteerde hiervan. 
In 1972 had Vuyk door tegenvallers financiële problemen, maar daar kwam het binnen een jaar overheen. Enkele jaren later kwam door de economische crisis een groot deel van de Nederlandse scheepsbouw in de problemen en in 1979 besloot Vuyk alle scheepsbouw- en reparatie-activiteiten te beëindigen. Circa 400 medewerkers werden hierbij ontslagen.
Op 2 mei 1980 sloot A. Vuyk & Zonen zijn deuren na de tewaterlating van de laatste twee schepen, de Cotrans 6 en 7; de laatste van de circa 900 schepen die Vuyk in 108 jaar bouwde.

## Vuyk Engineering Rotterdam BV
Op het terrein van de werf werd door een groep medewerkers Vuyk Engineering and Trading opgericht. Dit bedrijf richtte zich op diensten in de scheepsbouw en baggerwerken op het gebied van ontwerp en kostencalculatie. Onder de naam Vuyk Engineering Rotterdam BV werd de locatie van de werf in 1996 verlaten. In 2008 werd het bedrijf overgenomen door IHC Merwede. Medio 2020 presenteerde IHC hun nieuwe strategie, die teruggaat naar haar kernactiviteiten. Als gevolg van deze nieuwe strategie werd besloten dat Vuyk Engineering Rotterdam zou worden afgestoten. Alle aandelen zijn overgenomen door het in Rotterdam gevestigde Royal Doeksen. Sinds deze overname in 2021, opereert Vuyk Engineering Rotterdam als onafhankelijk maritiem ingenieursbureau. Het hoofdkantoor is gevestigd op het bedrijvenpark Brainpark II in Rotterdam.